# Canada aux Jeux olympiques d'hiver de 1980
L'équipe olympique du Canada a participé aux Jeux olympiques d'hiver de 1980 à Lake Placid aux États-Unis. Elle prit part aux Jeux olympiques d'hiver pour la treizième fois de son histoire et son équipe formée de cinquante huit athlètes remporta une médaille de bronze et d'argent ; celles de Gaétan Boucher au Patinage de vitesse et de Steve Podborski au Ski alpin.
| Sport                  | Discipline | Athlète(s)      | Date       |
| Médaille d'Argent : 1  |            |                 |            |
| Patinage de vitesse    | 1 000 m    | Gaétan Boucher  | inconnue   |
| Médaille de Bronze : 1 |            |                 |            |
| Ski alpin              | Descente   | Steve Podborski | 14 février |